# Drvopleň hrušňový
Drvopleň hrušňový, též drvopleň maďalový či drvopleň ovocný, Zeuzera pyrina, je motýl jehož housenka vážně poškozuje větve a kmeny dřevin. Na kmeni a větvích bývají zjevné otvory s trusem.

## EPPO kód
ZEUZPY

## Podřazené taxony
- Zeuzera pyrina biebingeri W. & A. Speidel, 1986
- Zeuzera pyrina pyrina (Linné, 1761)

## Zeměpisné rozšíření
Druh je rozšířen po celé Evropě a obývá velmi rozdílné biotopy. V Česku je běžným druhem.

## Popis
Rozpětí křídel je asi 46–65 mm. Dospělci mají křídla velmi výrazná, bílá s černými skvrnami.
Larvy jsou růžové, později žluté housenky s černými skvrnami, které se živí dřevem silnějších větví a kmenů. Vývoj larvy trvá 2–3 roky.

## Biologie
Housenky se živí dřevem různých listnatých stromů, byly nalezeny na přibližně 150 druzích dřevin. Často poškozují ovocné dřeviny - jabloň (Malus domestica), hrušky, švestky, třešně, olivy, granátové jablko (Punica granatum), kdoule, rybíz, citrusy, ale mezi hostitele patří i vinná réva. Z lesních dřevin poškozují buk (Fagus sylvatica), olše (Alnus frangula), jasan ztepilý (Fraxinus excelsior) a jírovec (Aesculus hippocastanum). Někdy napadají i jmelí bílé (Viscum album). Obecně platí, že mladé rostliny a malé větve napadají přednostně.
Dospělci kladou vajíčka v červenci do skulin v kůře. Asi 1000 vajíček je uloženo ve shlucích na stromech, nejlépe v místech, kde samice může vložit kladélko, ale mohou občas být nakladena v zemi.
Vývoj embrya trvá 7–23 dní. Housenky obvykle nejdříve osídlí nižší z větviček a větví. Po několika přesunech larvy napadají větší větve a kmen, ve kterém se tvoří vzestupné galerie chodeb ve dřevě pod kůrou. Housenka se 2–3 roky vyvíjí v hostitelské rostlině. Zakuklí se a v červnu až červenci vylétá dospělec a páří se. Životnost dospělce je velmi krátká, 8–10 dní.

## Význam

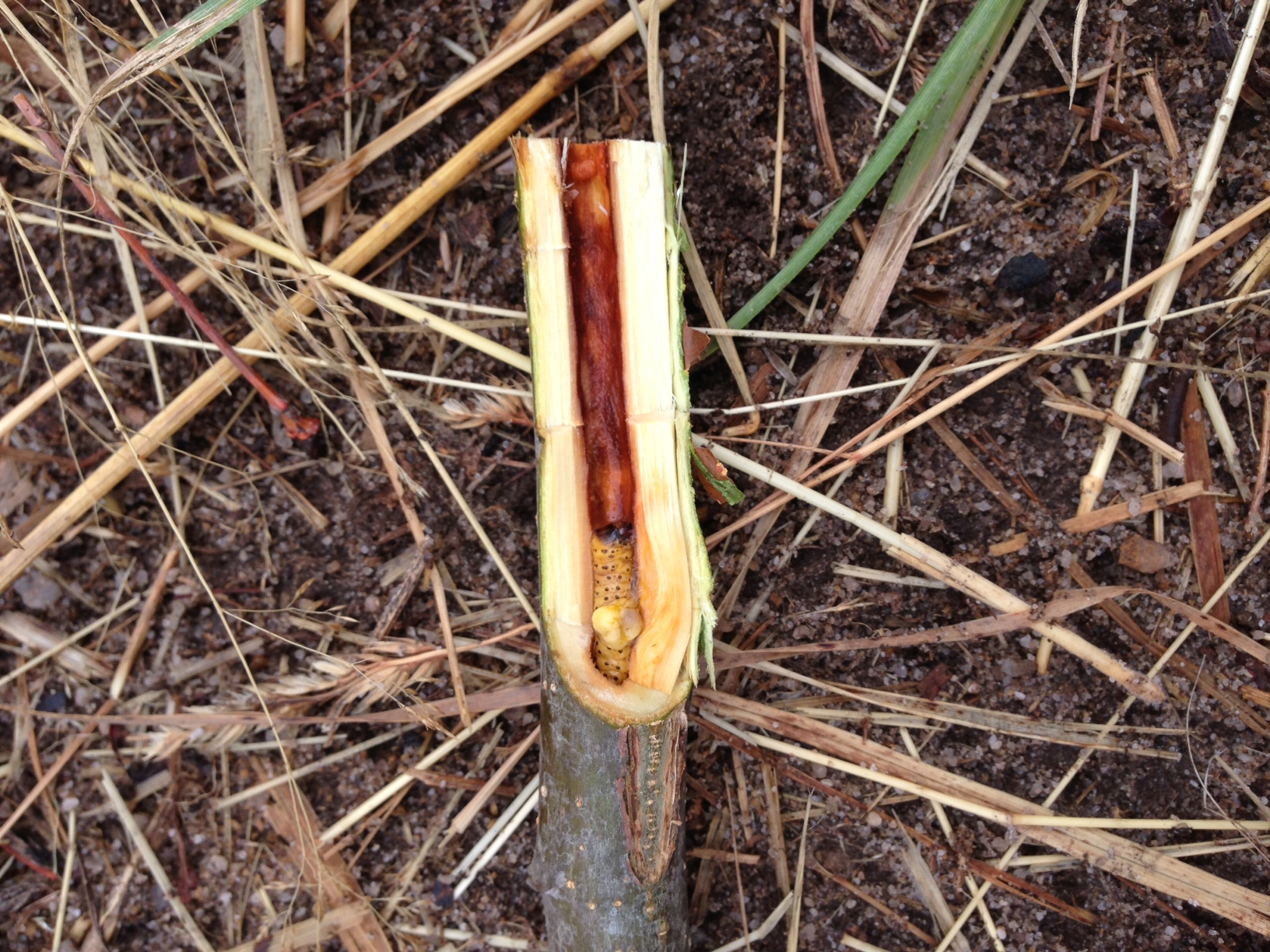
Housenka a poškozený letorost.

Drvopleň hrušňový způsobuje silné poškození mladých dřevin, které může vést až k jejich smrti, a odumírání větví. Drvopleň hrušňový je jedním z nejvýznamnějších škůdců jabloní a hrušní v sadech v oblasti Středomoří. Housenky poškozují větve a kmeny do průměru 10 cm, na povrchu při větším poškození jsou zřetelně viditelné otvůrky s pilinami a výkaly. Na řezu letorostem jsou chodbičky. Poškození je podobné tomu, jaké způsobují tesaříci, z otvůrků po drvopleni se ovšem nesypou piliny.
Jedna housenka je schopna způsobit úhyn mladé dřeviny. Tříleté stromy jsou vážně poškozeny. Hostitel zůstává velmi citlivý na poškození větrem a středová osa systém je trvale ovlivněna. Staré stromy jsou vážně poškozeny, zejména v suchých letech.
Stromy oslabené drvopleněm jsou poté často napadány jinými škůdci.

## Ochrana rostlin
K zamezení dalšímu šíření se napadené větve či celé stromy skácí a spálí. V některých z těch zemí, které nejsou součástí územního celku ČR, jsou používány feromonové lapáky a za účinné je považováno matení motýlů feromony.

## Galerie obrázků

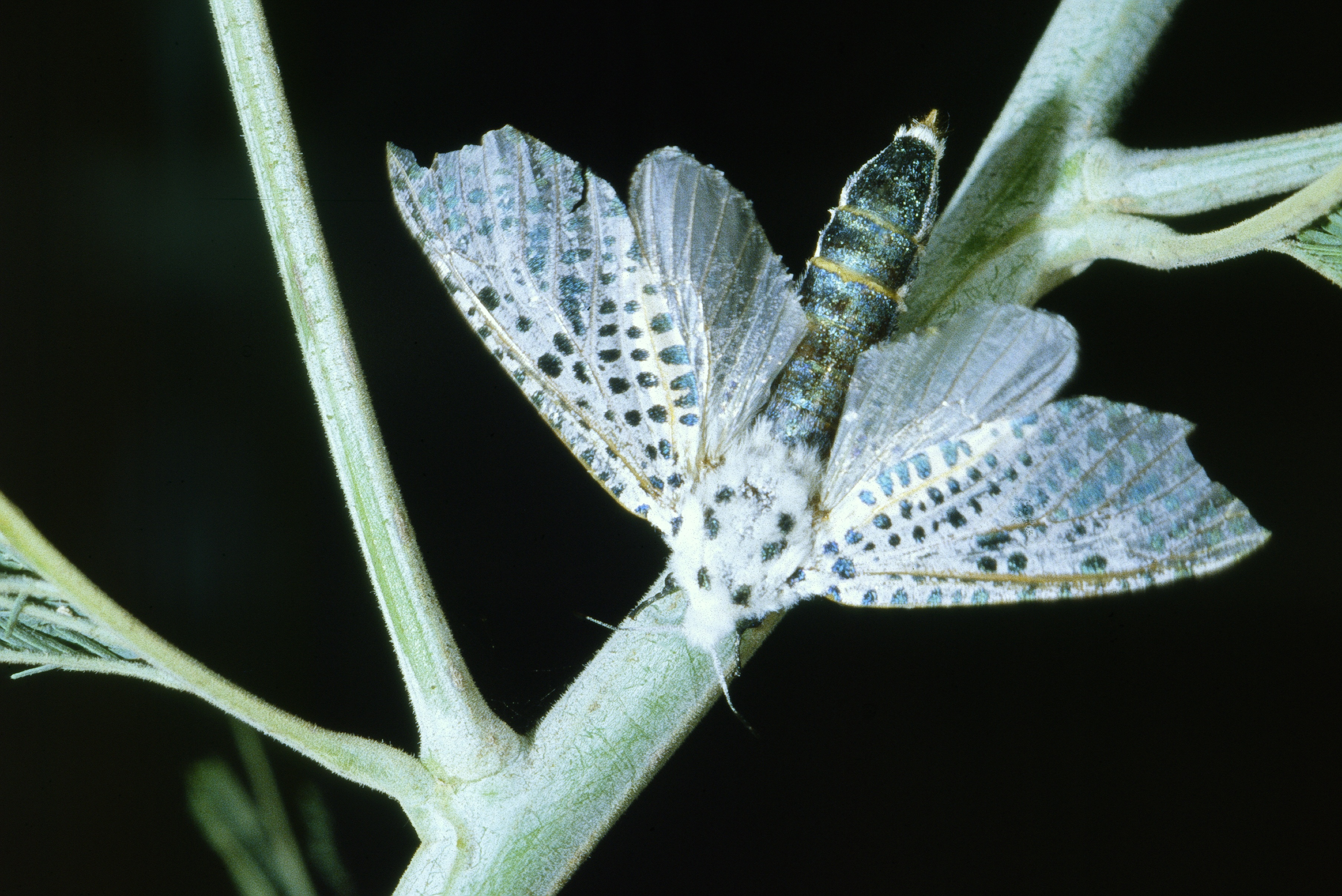
Dospělý drvopleň hrušňový.
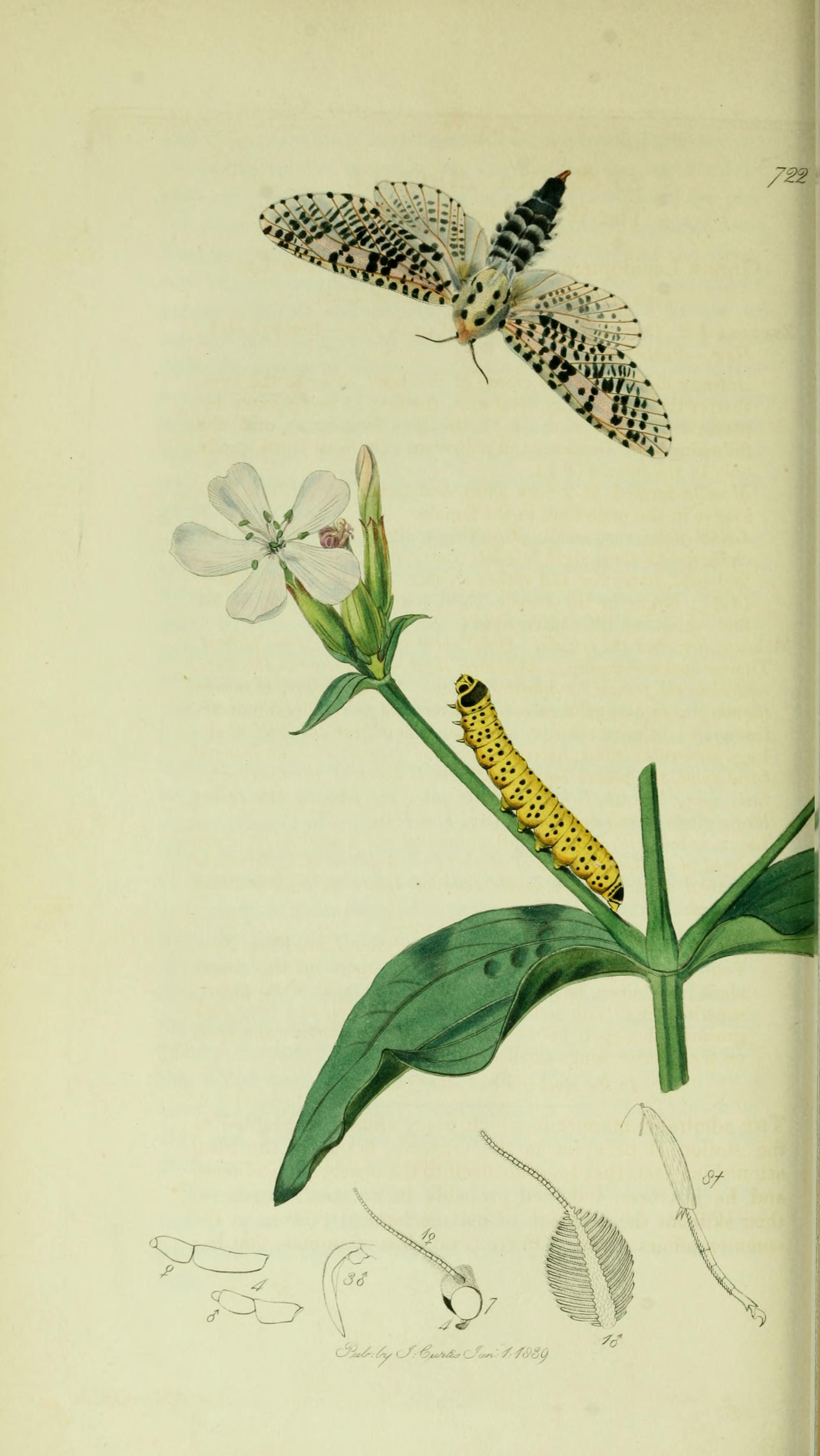
Ilustrace z entomologické publikace.
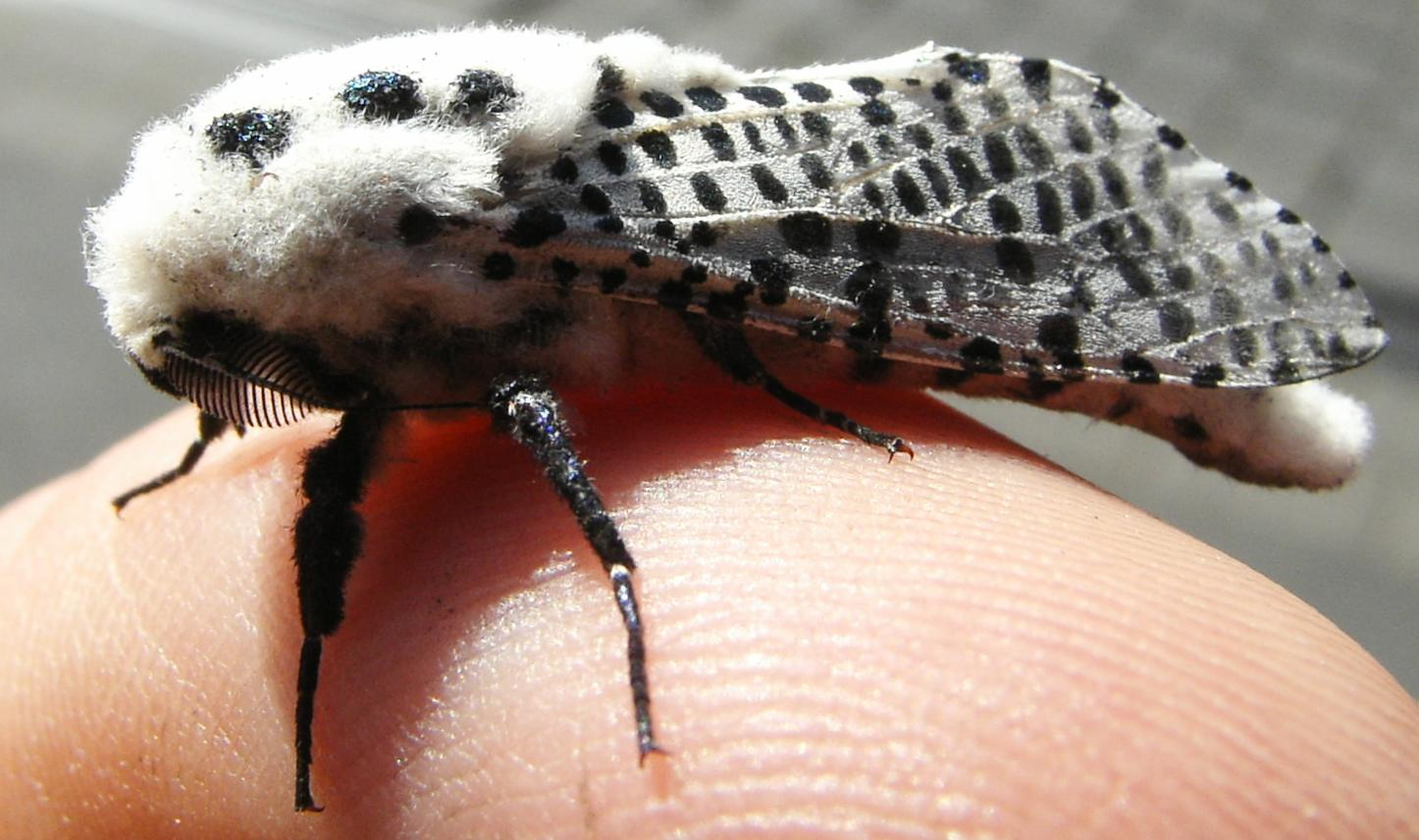
Dospělec druhu drvopleň hrušňový